# Liste der Mitglieder der American Academy of Arts and Sciences/1989
Im Jahr 1989 wählte die American Academy of Arts and Sciences 97 Personen zu ihren Mitgliedern.

## Neu gewählte Mitglieder
- Fakhri A. Bazzaz (1933–2008)
- Barbara Aronstein Black (* 1933)
- David W. Brady (* 1940)
- Frank Taylor Cary (1920–2006)
- Gary E. Chamberlain (1948–2020)
- Alfred Yi Cho (* 1937)
- Paul Ching-Wu Chu (* 1941)
- John Adam Clausen (1914–1996)
- Clark McAdams Clifford (1906–1998)
- Joel Ephraim Cohen (* 1944)
- Alain Connes (* 1947)
- Joan Ganz Cooney (* 1929)
- William Hamilton Daughaday (1918–2013)
- Igor Bert Dawid (1935–2024)
- Persi Diaconis (* 1945)
- Joan Didion (1934–2021)
- Wendy Doniger (* 1940)
- Gaylord Donnelley (1910–1992)
- Margaret Drabble (* 1939)
- Harry Thomas Edwards (* 1940)
- Sandra Moore Faber (* 1944)
- Eugene F. Fama (* 1934)
- Nina V. Fedoroff (* 1942)
- John E. Ffowcs-Williams (1935–2020)
- Eric Foner (* 1943)
- Harold Paul Furth (1930–2002)
- Mary Katharine Gaillard (1939–2025)
- Frederick William Gehring (1925–2012)
- James F. Gibbons (* 1931)
- Philip Edward Gossett (1941–2017)
- Lawrence Burnett Gowing (1918–1991)
- Vartan Gregorian (1934–2021)
- William Lester Hadley Griffin (1918–1997)
- Mikhael Gromov (* 1943)
- Kenneth Locke Hale (1934–2001)
- Irving Brooks Harris (1910–2004)
- Stephen Coplan Harrison (* 1943)
- James Burkett Hartle (1939–2023)
- Louis Julius Hector (1915–2005)
- Wu-chung Hsiang (* 1935)
- William Neill Hubbard (1919–2018)
- Shirley Mount Hufstedler (1925–2016)
- John David Jackson (1925–2016)
- Edward Graham Jefferson (1921–2006)
- Elmer William Johnson (1932–2008)
- Charles Oscar Jones (1931–2024)
- Henry Kahane (1902–1992)
- Daniel Katz (1903–1998)
- Herma Hill Kay (1934–2017)
- Thomas J. Kelly (* 1941)
- Paul Michael Kennedy (* 1945)
- James Lloyd Kinsey (1934–2014)
- Marc Wallace Kirschner (* 1945)
- Devendra Lal (1929–2012)
- Edward Emery Leamer (1944–2025)
- Robert Alan LeVine (1932–2023)
- Arend Lijphart (* 1936)
- Assar Lindbeck (1930–2020)
- Anthony Arthur Long (* 1937)
- Proinsias MacCana (1925–2004)
- Brian Wesley Matthews (* 1938)
- Elizabeth J. McCormack (1922–2020)
- Merton Howard Miller (1923–2000)
- Newton Norman Minow (1926–2023)
- Mortimer Mishkin (1926–2021)
- Marcos Moshinsky (1921–2009)
- Roy Parviz Mottahedeh (* 1940)
- Ulric Neisser (1928–2012)
- Richard Macy Noyes (1919–1997)
- William James Perry (* 1927)
- Terisio Pignatti (1920–2004)
- Lewis Franklin Powell (1907–1998)
- George Putnam (1926–2019)
- Frank Harold Trevor Rhodes (1926–2020)
- Burton Richter (1931–2018)
- Alvin Benjamin Rubin (1920–1991)
- Michael Rutter (1933–2021)
- Sandra Wood Scarr (1936–2021)
- Richard Royce Schrock (* 1945)
- Sam Shepard (1943–2017)
- George Latimer Shinn (1923–2013)
- Howard Stein (* 1929)
- George Steiner (1929–2020)
- Kenneth Noble Stevens (1924–2013)
- Karlheinz Stockhausen (1928–2007)
- Boris Peter Stoicheff (1924–2010)
- Patrick Thaddeus (1932–2017)
- Richard Frederick Thompson (1930–2014)
- Judith Jarvis Thomson (1929–2020)
- Stephen Edelston Toulmin (1922–2009)
- Jürgen Troe (* 1940)
- Emil Raphael Unanue (1934–2022)
- Thomas Alexander Waldmann (1930–2021)
- Robert Allan Weinberg (* 1942)
- Don Craig Wiley (1944–2001)
- Keith Robert Yamamoto (* 1946)
- Vladimir Petrovich Zinchenko (1931–2015)